# فهرست خورشیدگرفتگی‌های سده ۱۵ (میلادی)
این فهرست شامل خورشیدگرفتگی‌های سدهٔٔ ۱۵ میلادی است که در طی سال‌های ۱۴۰۱ تا ۱۵۰۰ میلادی روی داده‌اند. در این دوره، ۲۲۲ خورشیدگرفتگی رخ داد که ۷۷ مورد آن خورشیدگرفتگی جزئی، ۶۵ مورد خورشیدگرفتگی حلقه‌ای، ۶۱ خورشیدگرفتگی کامل و ۱۹ مورد نیز از نوع خورشیدگرفتگی مرکب بود.
| تاریخ           | زمان بزرگ‌ترین گرفت | چرخهٔ ساروس | نوع    | قدر    | مدت زمان          | مکان                                            | مسیر گرفتگی            | ناحیهٔ جغرافیایی | منبع(ها) |
| --------------- | ------------------ | ---------- | ------ | ------ | ----------------- | ----------------------------------------------- | ---------------------- | --------------- | -------- |
| ۱۵ مارس ۱۴۰۱    | ۰۲:۴۲:۴۳           | ۱۱۰        | حلقه‌ای | ۰٫۹۳۴۷ | ۰۸ دقیقه ۱۲ ثانیه | ۱۷°۱۲′شمالی ۱۳۷°۰۶′شرقی / ۱۷٫۲°شمالی ۱۳۷٫۱°شرقی | ۲۵۳ کیلومتر (۱۵۷ مایل) |                 | [ ۱ ]    |
| ۸ سپتامبر ۱۴۰۱  | ۰۸:۲۰:۲۱           | ۱۱۵        | کامل   | ۱٫۰۴۵۹ | ۰۴ دقیقه ۱۵ ثانیه | ۱۲°۴۸′جنوبی ۴۹°۵۴′شرقی / ۱۲٫۸°جنوبی ۴۹٫۹°شرقی   | ۱۵۹ کیلومتر (۹۹ مایل)  |                 | [ ۱ ]    |
| ۴ مارس ۱۴۰۲     | ۰۵:۰۶:۳۹           | ۱۲۰        | حلقه‌ای | ۰٫۹۶۶۵ | ۰۳ دقیقه ۳۴ ثانیه | ۲۸°۱۲′جنوبی ۱۱۵°۵۴′شرقی / ۲۸٫۲°جنوبی ۱۱۵٫۹°شرقی | ۱۳۴ کیلومتر (۸۳ مایل)  |                 | [ ۱ ]    |
| ۲۸ اوت ۱۴۰۲     | ۲۰:۳۱:۳۹           | ۱۲۵        | حلقه‌ای | ۰٫۹۹۴۳ | ۰۰ دقیقه ۳۳ ثانیه | ۳۴°۰۰′شمالی ۱۱۷°۲۴′غربی / ۳۴٫۰°شمالی ۱۱۷٫۴°غربی | ۲۳ کیلومتر (۱۴ مایل)   |                 | [ ۱ ]    |
| ۲۱ فوریه ۱۴۰۳   | ۱۴:۳۱:۴۲           | ۱۳۰        | جزئی   | ۰٫۷۶۶۰ | —                 | ۷۱°۴۲′جنوبی ۷۹°۴۸′شرقی / ۷۱٫۷°جنوبی ۷۹٫۸°شرقی   | —                      |                 | [ ۱ ]    |
| ۱۸ اوت ۱۴۰۳     | ۰۱:۴۱:۴۲           | ۱۳۵        | جزئی   | ۰٫۵۰۰۶ | —                 | ۷۱°۱۸′شمالی ۸۰°۲۴′غربی / ۷۱٫۳°شمالی ۸۰٫۴°غربی   | —                      |                 | [ ۱ ]    |
| ۱۲ ژانویه ۱۴۰۴  | ۱۹:۲۰:۴۶           | ۱۰۲        | کامل   | ۱٫۰۳۶۹ | ۰۲ دقیقه ۵۸ ثانیه | ۴۳°۱۸′شمالی ۱۱۴°۱۸′غربی / ۴۳٫۳°شمالی ۱۱۴٫۳°غربی | ۲۷۹ کیلومتر (۱۷۳ مایل) |                 | [ ۱ ]    |
| ۷ ژوئیه ۱۴۰۴    | ۱۱:۲۲:۵۹           | ۱۰۷        | حلقه‌ای | ۰٫۹۵۵۸ | ۰۵ دقیقه ۰۰ ثانیه | ۳۵°۵۴′جنوبی ۷°۳۰′شرقی / ۳۵٫۹°جنوبی ۷٫۵°شرقی     | ۲۹۹ کیلومتر (۱۸۶ مایل) |                 | [ ۱ ]    |
| ۱ ژانویه ۱۴۰۵   | ۰۹:۴۱:۳۷           | ۱۱۲        | مرکب   | ۱٫۰۰۸۹ | ۰۰ دقیقه ۵۷ ثانیه | ۸°۳۶′جنوبی ۳۷°۳۰′شرقی / ۸٫۶°جنوبی ۳۷٫۵°شرقی     | ۳۲ کیلومتر (۲۰ مایل)   |                 | [ ۱ ]    |
| ۲۶ ژوئن ۱۴۰۵    | ۱۷:۴۷:۰۴           | ۱۱۷        | مرکب   | ۱٫۰۱۳۴ | ۰۱ دقیقه ۲۶ ثانیه | ۲۰°۵۴′شمالی ۸۴°۴۲′غربی / ۲۰٫۹°شمالی ۸۴٫۷°غربی   | ۴۶ کیلومتر (۲۹ مایل)   |                 | [ ۱ ]    |
| ۲۱ دسامبر ۱۴۰۵  | ۱۸:۱۷:۵۸           | ۱۲۲        | حلقه‌ای | ۰٫۹۵۱۴ | ۰۴ دقیقه ۳۵ ثانیه | ۵۲°۱۲′جنوبی ۹۳°۴۲′غربی / ۵۲٫۲°جنوبی ۹۳٫۷°غربی   | ۲۰۴ کیلومتر (۱۲۷ مایل) |                 | [ ۱ ]    |
| ۱۶ ژوئن ۱۴۰۶    | ۰۷:۱۲:۰۱           | ۱۲۷        | کامل   | ۱٫۰۵۹۶ | ۰۳ دقیقه ۴۸ ثانیه | ۶۹°۲۴′شمالی ۶۴°۲۴′شرقی / ۶۹٫۴°شمالی ۶۴٫۴°شرقی   | ۲۸۳ کیلومتر (۱۷۶ مایل) |                 | [ ۱ ]    |
| ۱۰ دسامبر ۱۴۰۶  | ۱۹:۴۳:۵۴           | ۱۳۲        | جزئی   | ۰٫۶۲۸۵ | —                 | ۶۵°۳۶′جنوبی ۸۱°۳۰′شرقی / ۶۵٫۶°جنوبی ۸۱٫۵°شرقی   | —                      |                 | [ ۱ ]    |
| ۷ مه ۱۴۰۷       | ۱۷:۱۷:۲۲           | ۹۹         | جزئی   | ۰٫۸۶۶۰ | —                 | ۶۲°۵۴′جنوبی ۳۱°۳۰′غربی / ۶۲٫۹°جنوبی ۳۱٫۵°غربی   | —                      |                 | [ ۱ ]    |
| ۶ ژوئن ۱۴۰۷     | ۰۰:۱۶:۳۵           | ۱۳۷        | جزئی   | ۰٫۱۹۰۲ | —                 | ۶۵°۱۲′شمالی ۱۷°۴۸′شرقی / ۶۵٫۲°شمالی ۱۷٫۸°شرقی   | —                      |                 | [ ۱ ]    |
| ۳۱ اکتبر ۱۴۰۷   | ۰۱:۴۶:۲۲           | ۱۰۴        | جزئی   | ۰٫۷۲۵۰ | —                 | ۶۲°۱۸′شمالی ۱۵۴°۰۰′غربی / ۶۲٫۳°شمالی ۱۵۴٫۰°غربی | —                      |                 | [ ۱ ]    |
| ۲۶ آوریل ۱۴۰۸   | ۰۷:۰۲:۱۰           | ۱۰۹        | مرکب   | ۱٫۰۱۱۹ | ۰۱ دقیقه ۱۳ ثانیه | ۳°۱۸′جنوبی ۸۲°۴۸′شرقی / ۳٫۳°جنوبی ۸۲٫۸°شرقی     | ۴۴ کیلومتر (۲۷ مایل)   |                 | [ ۱ ]    |
| ۱۹ اکتبر ۱۴۰۸   | ۱۰:۱۶:۵۹           | ۱۱۴        | مرکب   | ۱٫۰۱۲۱ | ۰۱ دقیقه ۱۰ ثانیه | ۷°۱۸′شمالی ۳۲°۳۶′شرقی / ۷٫۳°شمالی ۳۲٫۶°شرقی     | ۴۵ کیلومتر (۲۸ مایل)   |                 | [ ۱ ]    |
| ۱۵ آوریل ۱۴۰۹   | ۱۳:۴۹:۱۹           | ۱۱۹        | حلقه‌ای | ۰٫۹۵۷۷ | ۰۴ دقیقه ۱۱ ثانیه | ۳۴°۳۶′شمالی ۳۹°۰۶′غربی / ۳۴٫۶°شمالی ۳۹٫۱°غربی   | ۱۶۸ کیلومتر (۱۰۴ مایل) |                 | [ ۱ ]    |
| ۹ اکتبر ۱۴۰۹    | ۰۰:۴۸:۰۹           | ۱۲۴        | کامل   | ۱٫۰۵۳۹ | ۰۴ دقیقه ۱۵ ثانیه | ۲۶°۱۲′جنوبی ۱۵۶°۰۶′شرقی / ۲۶٫۲°جنوبی ۱۵۶٫۱°شرقی | ۱۸۸ کیلومتر (۱۱۷ مایل) |                 | [ ۱ ]    |
| ۴ آوریل ۱۴۱۰    | ۱۴:۳۵:۱۹           | ۱۲۹        | جزئی   | ۰٫۶۷۹۹ | —                 | ۶۱°۱۲′شمالی ۱۴۳°۵۴′غربی / ۶۱٫۲°شمالی ۱۴۳٫۹°غربی | —                      |                 | [ ۱ ]    |
| ۲۸ سپتامبر ۱۴۱۰ | ۱۷:۰۰:۴۸           | ۱۳۴        | جزئی   | ۰٫۹۷۱۸ | —                 | ۶۱°۰۶′جنوبی ۱۷۶°۴۲′غربی / ۶۱٫۱°جنوبی ۱۷۶٫۷°غربی | —                      |                 | [ ۱ ]    |
| ۲۳ فوریه ۱۴۱۱   | ۰۲:۰۱:۳۶           | ۱۰۱        | حلقه‌ای | ۰٫۹۶۵۴ | ۰۲ دقیقه ۰۵ ثانیه | ۶۱°۳۶′جنوبی ۱۰۵°۴۲′غربی / ۶۱٫۶°جنوبی ۱۰۵٫۷°غربی | —                      |                 | [ ۱ ]    |
| ۱۹ اوت ۱۴۱۱     | ۱۸:۰۵:۲۰           | ۱۰۶        | حلقه‌ای | ۰٫۹۷۲۴ | ۰۱ دقیقه ۵۲ ثانیه | ۶۲°۱۲′شمالی ۲۳°۵۴′غربی / ۶۲٫۲°شمالی ۲۳٫۹°غربی   | ۲۸۴ کیلومتر (۱۷۶ مایل) |                 | [ ۱ ]    |
| ۱۲ فوریه ۱۴۱۲   | ۱۳:۱۵:۰۲           | ۱۱۱        | کامل   | ۱٫۰۳۱۹ | ۰۲ دقیقه ۴۲ ثانیه | ۲۳°۳۰′جنوبی ۷°۰۰′غربی / ۲۳٫۵°جنوبی ۷٫۰°غربی     | ۱۱۱ کیلومتر (۶۹ مایل)  |                 | [ ۱ ]    |
| ۷ اوت ۱۴۱۲      | ۲۱:۲۷:۴۶           | ۱۱۶        | حلقه‌ای | ۰٫۹۴۶۵ | ۰۵ دقیقه ۵۵ ثانیه | ۲۴°۲۴′شمالی ۱۳۴°۳۰′غربی / ۲۴٫۴°شمالی ۱۳۴٫۵°غربی | ۲۰۱ کیلومتر (۱۲۵ مایل) |                 | [ ۱ ]    |
| ۱ فوریه ۱۴۱۳    | ۰۴:۴۷:۰۵           | ۱۲۱        | کامل   | ۱٫۰۵۰۹ | ۰۴ دقیقه ۲۵ ثانیه | ۹°۳۶′شمالی ۱۰۲°۳۶′شرقی / ۹٫۶°شمالی ۱۰۲٫۶°شرقی   | ۱۸۷ کیلومتر (۱۱۶ مایل) |                 | [ ۱ ]    |
| ۲۷ ژوئیه ۱۴۱۳   | ۲۱:۵۰:۲۴           | ۱۲۶        | حلقه‌ای | ۰٫۹۵۰۶ | ۰۵ دقیقه ۵۸ ثانیه | ۱۴°۰۶′جنوبی ۱۵۷°۳۰′غربی / ۱۴٫۱°جنوبی ۱۵۷٫۵°غربی | ۲۱۴ کیلومتر (۱۳۳ مایل) |                 | [ ۱ ]    |
| ۲۱ ژانویه ۱۴۱۴  | ۲۰:۰۰:۴۶           | ۱۳۱        | جزئی   | ۰٫۷۳۸۴ | —                 | ۶۲°۳۶′شمالی ۱۶۷°۱۸′غربی / ۶۲٫۶°شمالی ۱۶۷٫۳°غربی | —                      |                 | [ ۱ ]    |
| ۱۷ ژوئن ۱۴۱۴    | ۱۶:۳۰:۴۳           | ۹۸         | جزئی   | ۰٫۳۰۶۱ | —                 | ۶۵°۳۰′شمالی ۹۶°۲۴′شرقی / ۶۵٫۵°شمالی ۹۶٫۴°شرقی   | —                      |                 | [ ۱ ]    |
| ۱۷ ژوئیه ۱۴۱۴   | ۰۲:۳۵:۰۳           | ۱۳۶        | جزئی   | ۰٫۴۸۸۱ | —                 | ۶۳°۰۶′جنوبی ۹۹°۰۰′شرقی / ۶۳٫۱°جنوبی ۹۹٫۰°شرقی   | —                      |                 | [ ۱ ]    |
| ۱۲ دسامبر ۱۴۱۴  | ۱۴:۰۱:۵۰           | ۱۰۳        | حلقه‌ای | ۰٫۹۳۳۰ | —                 | ۶۵°۵۴′جنوبی ۱۳۷°۱۸′شرقی / ۶۵٫۹°جنوبی ۱۳۷٫۳°شرقی | —                      |                 | [ ۱ ]    |
| ۷ ژوئن ۱۴۱۵     | ۰۷:۲۲:۴۱           | ۱۰۸        | کامل   | ۱٫۰۷۰۸ | ۰۴ دقیقه ۵۱ ثانیه | ۵۹°۱۲′شمالی ۷۳°۴۲′شرقی / ۵۹٫۲°شمالی ۷۳٫۷°شرقی   | ۲۸۴ کیلومتر (۱۷۶ مایل) |                 | [ ۱ ]    |
| ۱ دسامبر ۱۴۱۵   | ۱۴:۰۲:۳۲           | ۱۱۳        | حلقه‌ای | ۰٫۹۱۶۶ | ۰۹ دقیقه ۳۱ ثانیه | ۴۳°۴۲′جنوبی ۳۰°۴۲′غربی / ۴۳٫۷°جنوبی ۳۰٫۷°غربی   | ۳۳۹ کیلومتر (۲۱۱ مایل) |                 | [ ۱ ]    |
| ۲۷ مه ۱۴۱۶      | ۰۰:۳۸:۴۸           | ۱۱۸        | کامل   | ۱٫۰۷۴۲ | ۰۶ دقیقه ۵۶ ثانیه | ۱۳°۳۰′شمالی ۱۷۱°۰۰′شرقی / ۱۳٫۵°شمالی ۱۷۱٫۰°شرقی | ۲۴۴ کیلومتر (۱۵۲ مایل) |                 | [ ۱ ]    |
| ۱۹ نوامبر ۱۴۱۶  | ۱۴:۰۵:۵۵           | ۱۲۳        | حلقه‌ای | ۰٫۹۴۰۴ | ۰۸ دقیقه ۰۵ ثانیه | ۱°۴۸′جنوبی ۳۱°۳۶′غربی / ۱٫۸°جنوبی ۳۱٫۶°غربی     | ۲۳۴ کیلومتر (۱۴۵ مایل) |                 | [ ۱ ]    |
| ۱۶ مه ۱۴۱۷      | ۱۵:۳۶:۳۱           | ۱۲۸        | کامل   | ۱٫۰۱۷۹ | ۰۱ دقیقه ۳۰ ثانیه | ۴۸°۵۴′جنوبی ۴۶°۱۸′غربی / ۴۸٫۹°جنوبی ۴۶٫۳°غربی   | ۱۸۰ کیلومتر (۱۱۰ مایل) |                 | [ ۱ ]    |
| ۸ نوامبر ۱۴۱۷   | ۲۰:۴۱:۰۲           | ۱۳۳        | جزئی   | ۰٫۹۶۷۰ | —                 | ۶۹°۱۲′شمالی ۱۰۸°۳۶′غربی / ۶۹٫۲°شمالی ۱۰۸٫۶°غربی | —                      |                 | [ ۱ ]    |
| ۶ آوریل ۱۴۱۸    | ۰۹:۴۸:۱۰           | ۱۰۰        | جزئی   | ۰٫۸۵۱۳ | —                 | ۷۱°۳۰′شمالی ۸۶°۰۶′غربی / ۷۱٫۵°شمالی ۸۶٫۱°غربی   | —                      |                 | [ ۱ ]    |
| ۳۰ سپتامبر ۱۴۱۸ | ۰۰:۲۴:۱۱           | ۱۰۵        | کامل   | ۱٫۰۱۱۲ | —                 | ۷۱°۴۸′جنوبی ۶۳°۴۲′شرقی / ۷۱٫۸°جنوبی ۶۳٫۷°شرقی   | —                      |                 | [ ۱ ]    |
| ۲۶ مارس ۱۴۱۹    | ۰۹:۵۰:۵۷           | ۱۱۰        | حلقه‌ای | ۰٫۹۳۸۳ | ۰۷ دقیقه ۲۵ ثانیه | ۲۴°۳۰′شمالی ۲۸°۰۰′شرقی / ۲۴٫۵°شمالی ۲۸٫۰°شرقی   | ۲۴۳ کیلومتر (۱۵۱ مایل) |                 | [ ۱ ]    |
| ۱۹ سپتامبر ۱۴۱۹ | ۱۶:۲۰:۲۱           | ۱۱۵        | کامل   | ۱٫۰۴۰۱ | ۰۳ دقیقه ۴۰ ثانیه | ۱۹°۳۰′جنوبی ۷۲°۰۶′غربی / ۱۹٫۵°جنوبی ۷۲٫۱°غربی   | ۱۴۱ کیلومتر (۸۸ مایل)  |                 | [ ۱ ]    |
| ۱۴ مارس ۱۴۲۰    | ۱۲:۴۲:۵۷           | ۱۲۰        | حلقه‌ای | ۰٫۹۷۲۷ | ۰۲ دقیقه ۵۹ ثانیه | ۲۱°۲۴′جنوبی ۰°۱۸′غربی / ۲۱٫۴°جنوبی ۰٫۳°غربی     | ۱۰۶ کیلومتر (۶۶ مایل)  |                 | [ ۱ ]    |
| ۸ سپتامبر ۱۴۲۰  | ۰۴:۰۲:۰۹           | ۱۲۵        | حلقه‌ای | ۰٫۹۸۸۵ | ۰۱ دقیقه ۱۰ ثانیه | ۲۶°۴۲′شمالی ۱۲۷°۴۲′شرقی / ۲۶٫۷°شمالی ۱۲۷٫۷°شرقی | ۴۵ کیلومتر (۲۸ مایل)   |                 | [ ۱ ]    |
| ۳ مارس ۱۴۲۱     | ۲۲:۴۰:۳۴           | ۱۳۰        | جزئی   | ۰٫۸۲۶۵ | —                 | ۷۲°۰۰′جنوبی ۵۶°۳۶′غربی / ۷۲٫۰°جنوبی ۵۶٫۶°غربی   | —                      |                 | [ ۱ ]    |
| ۲۸ اوت ۱۴۲۱     | ۰۸:۳۸:۵۴           | ۱۳۵        | جزئی   | ۰٫۶۰۲۵ | —                 | ۷۱°۴۸′شمالی ۱۶۱°۳۶′شرقی / ۷۱٫۸°شمالی ۱۶۱٫۶°شرقی | —                      |                 | [ ۱ ]    |
| ۲۳ ژانویه ۱۴۲۲  | ۰۴:۰۵:۴۱           | ۱۰۲        | کامل   | ۱٫۰۳۷۴ | ۰۲ دقیقه ۵۴ ثانیه | ۴۶°۳۶′شمالی ۱۰۹°۳۰′شرقی / ۴۶٫۶°شمالی ۱۰۹٫۵°شرقی | ۲۹۶ کیلومتر (۱۸۴ مایل) |                 | [ ۱ ]    |
| ۱۸ ژوئیه ۱۴۲۲   | ۱۸:۰۰:۵۹           | ۱۰۷        | حلقه‌ای | ۰٫۹۵۴۵ | ۰۴ دقیقه ۳۵ ثانیه | ۴۷°۱۲′جنوبی ۹۸°۳۰′غربی / ۴۷٫۲°جنوبی ۹۸٫۵°غربی   | ۴۲۷ کیلومتر (۲۶۵ مایل) |                 | [ ۱ ]    |
| ۱۲ ژانویه ۱۴۲۳  | ۱۸:۲۰:۱۹           | ۱۱۲        | مرکب   | ۱٫۰۰۷۳ | ۰۰ دقیقه ۴۸ ثانیه | ۶°۱۲′جنوبی ۹۲°۲۴′غربی / ۶٫۲°جنوبی ۹۲٫۴°غربی     | ۲۶ کیلومتر (۱۶ مایل)   |                 | [ ۱ ]    |
| ۸ ژوئیه ۱۴۲۳    | ۰۰:۴۸:۴۰           | ۱۱۷        | مرکب   | ۱٫۰۱۶۱ | ۰۱ دقیقه ۴۵ ثانیه | ۱۵°۰۰′شمالی ۱۶۹°۴۲′شرقی / ۱۵٫۰°شمالی ۱۶۹٫۷°شرقی | ۵۵ کیلومتر (۳۴ مایل)   |                 | [ ۱ ]    |
| ۲ ژانویه ۱۴۲۴   | ۰۲:۳۷:۱۶           | ۱۲۲        | حلقه‌ای | ۰٫۹۴۹۵ | ۰۴ دقیقه ۵۲ ثانیه | ۵۰°۴۲′جنوبی ۱۴۶°۱۲′شرقی / ۵۰٫۷°جنوبی ۱۴۶٫۲°شرقی | ۲۱۱ کیلومتر (۱۳۱ مایل) |                 | [ ۱ ]    |
| ۲۶ ژوئن ۱۴۲۴    | ۱۴:۳۴:۲۵           | ۱۲۷        | کامل   | ۱٫۰۶۲۹ | ۰۴ دقیقه ۱۴ ثانیه | ۶۳°۰۶′شمالی ۳۶°۳۶′غربی / ۶۳٫۱°شمالی ۳۶٫۶°غربی   | ۲۷۰ کیلومتر (۱۷۰ مایل) |                 | [ ۱ ]    |
| ۲۱ دسامبر ۱۴۲۴  | ۰۳:۴۶:۲۹           | ۱۳۲        | جزئی   | ۰٫۶۳۸۴ | —                 | ۶۶°۴۲′جنوبی ۴۹°۳۶′غربی / ۶۶٫۷°جنوبی ۴۹٫۶°غربی   | —                      |                 | [ ۱ ]    |
| ۱۸ مه ۱۴۲۵      | ۰۰:۴۷:۳۶           | ۹۹         | جزئی   | ۰٫۷۳۰۹ | —                 | ۶۳°۴۲′جنوبی ۱۵۳°۳۰′غربی / ۶۳٫۷°جنوبی ۱۵۳٫۵°غربی | —                      |                 | [ ۱ ]    |
| ۱۶ ژوئن ۱۴۲۵    | ۰۷:۴۴:۰۶           | ۱۳۷        | جزئی   | ۰٫۳۲۷۱ | —                 | ۶۶°۱۲′شمالی ۱۰۴°۲۴′غربی / ۶۶٫۲°شمالی ۱۰۴٫۴°غربی | —                      |                 | [ ۱ ]    |
| ۱۰ نوامبر ۱۴۲۵  | ۰۹:۵۴:۲۸           | ۱۰۴        | جزئی   | ۰٫۷۰۶۴ | —                 | ۶۳°۰۶′شمالی ۷۴°۴۸′شرقی / ۶۳٫۱°شمالی ۷۴٫۸°شرقی   | —                      |                 | [ ۱ ]    |
| ۷ مه ۱۴۲۶       | ۱۴:۱۷:۳۲           | ۱۰۹        | مرکب   | ۱٫۰۱۰۰ | ۰۱ دقیقه ۰۳ ثانیه | ۵°۰۰′جنوبی ۲۶°۰۰′غربی / ۵٫۰°جنوبی ۲۶٫۰°غربی     | ۳۸ کیلومتر (۲۴ مایل)   |                 | [ ۱ ]    |
| ۳۰ اکتبر ۱۴۲۶   | ۱۸:۴۰:۳۸           | ۱۱۴        | مرکب   | ۱٫۰۱۲۳ | ۰۱ دقیقه ۱۳ ثانیه | ۵°۱۲′شمالی ۹۴°۰۶′غربی / ۵٫۲°شمالی ۹۴٫۱°غربی     | ۴۶ کیلومتر (۲۹ مایل)   |                 | [ ۱ ]    |
| ۲۶ آوریل ۱۴۲۷   | ۲۰:۴۳:۴۰           | ۱۱۹        | حلقه‌ای | ۰٫۹۵۸۳ | ۰۴ دقیقه ۱۵ ثانیه | ۳۴°۴۲′شمالی ۱۴۰°۱۲′غربی / ۳۴٫۷°شمالی ۱۴۰٫۲°غربی | ۱۶۱ کیلومتر (۱۰۰ مایل) |                 | [ ۱ ]    |
| ۲۰ اکتبر ۱۴۲۷   | ۰۹:۱۶:۳۶           | ۱۲۴        | کامل   | ۱٫۰۵۲۱ | ۰۴ دقیقه ۰۷ ثانیه | ۲۹°۰۶′جنوبی ۲۹°۳۶′شرقی / ۲۹٫۱°جنوبی ۲۹٫۶°شرقی   | ۱۸۰ کیلومتر (۱۱۰ مایل) |                 | [ ۱ ]    |
| ۱۴ آوریل ۱۴۲۸   | ۲۱:۲۵:۴۷           | ۱۲۹        | جزئی   | ۰٫۷۹۱۶ | —                 | ۶۱°۳۶′شمالی ۱۰۴°۳۶′شرقی / ۶۱٫۶°شمالی ۱۰۴٫۶°شرقی | —                      |                 | [ ۱ ]    |
| ۹ اکتبر ۱۴۲۸    | ۰۱:۱۸:۱۰           | ۱۳۴        | کامل   | ۱٫۰۲۸۱ | ۰۱ دقیقه ۳۰ ثانیه | ۶۳°۰۰′جنوبی ۶۱°۰۰′شرقی / ۶۳٫۰°جنوبی ۶۱٫۰°شرقی   | —                      |                 | [ ۱ ]    |
| ۵ مارس ۱۴۲۹     | ۰۹:۵۴:۰۸           | ۱۰۱        | جزئی   | ۰٫۹۳۳۶ | —                 | ۶۱°۰۰′جنوبی ۱۲۹°۳۶′شرقی / ۶۱٫۰°جنوبی ۱۲۹٫۶°شرقی | —                      |                 | [ ۱ ]    |
| ۳۰ اوت ۱۴۲۹     | ۰۱:۲۰:۳۰           | ۱۰۶        | حلقه‌ای | ۰٫۹۷۸۲ | —                 | ۶۱°۰۰′شمالی ۹۸°۴۸′غربی / ۶۱٫۰°شمالی ۹۸٫۸°غربی   | —                      |                 | [ ۱ ]    |
| ۲۲ فوریه ۱۴۳۰   | ۲۱:۳۵:۵۰           | ۱۱۱        | کامل   | ۱٫۰۳۶۹ | ۰۳ دقیقه ۰۵ ثانیه | ۲۰°۳۰′جنوبی ۱۳۱°۵۴′غربی / ۲۰٫۵°جنوبی ۱۳۱٫۹°غربی | ۱۲۸ کیلومتر (۸۰ مایل)  |                 | [ ۱ ]    |
| ۱۹ اوت ۱۴۳۰     | ۰۴:۱۳:۵۲           | ۱۱۶        | حلقه‌ای | ۰٫۹۴۲۸ | ۰۶ دقیقه ۱۳ ثانیه | ۲۴°۱۲′شمالی ۱۲۵°۴۲′شرقی / ۲۴٫۲°شمالی ۱۲۵٫۷°شرقی | ۲۱۹ کیلومتر (۱۳۶ مایل) |                 | [ ۱ ]    |
| ۱۲ فوریه ۱۴۳۱   | ۱۳:۲۱:۵۰           | ۱۲۱        | کامل   | ۱٫۰۵۳۴ | ۰۴ دقیقه ۳۰ ثانیه | ۱۱°۵۴′شمالی ۲۶°۵۴′غربی / ۱۱٫۹°شمالی ۲۶٫۹°غربی   | ۱۹۳ کیلومتر (۱۲۰ مایل) |                 | [ ۱ ]    |
| ۸ اوت ۱۴۳۱      | ۰۴:۳۳:۰۰           | ۱۲۶        | حلقه‌ای | ۰٫۹۵۰۹ | ۰۵ دقیقه ۴۵ ثانیه | ۱۲°۰۰′جنوبی ۱۰۲°۰۰′شرقی / ۱۲٫۰°جنوبی ۱۰۲٫۰°شرقی | ۲۰۱ کیلومتر (۱۲۵ مایل) |                 | [ ۱ ]    |
| ۲ فوریه ۱۴۳۲    | ۰۴:۳۳:۴۲           | ۱۳۱        | جزئی   | ۰٫۷۵۷۱ | —                 | ۶۲°۰۰′شمالی ۵۵°۲۴′شرقی / ۶۲٫۰°شمالی ۵۵٫۴°شرقی   | —                      |                 | [ ۱ ]    |
| ۲۷ ژوئن ۱۴۳۲    | ۲۳:۳۹:۴۳           | ۹۸         | جزئی   | ۰٫۱۷۶۰ | —                 | ۶۴°۳۶′شمالی ۲۰°۵۴′غربی / ۶۴٫۶°شمالی ۲۰٫۹°غربی   | —                      |                 | [ ۱ ]    |
| ۲۷ ژوئیه ۱۴۳۲   | ۰۹:۳۹:۰۲           | ۱۳۶        | جزئی   | ۰٫۶۲۵۰ | —                 | ۶۲°۲۴′جنوبی ۱۶°۱۸′غربی / ۶۲٫۴°جنوبی ۱۶٫۳°غربی   | —                      |                 | [ ۱ ]    |
| ۲۲ دسامبر ۱۴۳۲  | ۲۲:۱۴:۱۳           | ۱۰۳        | جزئی   | ۰٫۹۱۸۸ | —                 | ۶۴°۵۴′جنوبی ۴°۰۶′شرقی / ۶۴٫۹°جنوبی ۴٫۱°شرقی     | —                      |                 | [ ۱ ]    |
| ۱۷ ژوئن ۱۴۳۳    | ۱۴:۴۸:۴۲           | ۱۰۸        | کامل   | ۱٫۰۷۱۴ | ۰۴ دقیقه ۳۸ ثانیه | ۶۴°۰۰′شمالی ۲۹°۳۰′غربی / ۶۴٫۰°شمالی ۲۹٫۵°غربی   | ۳۰۹ کیلومتر (۱۹۲ مایل) |                 | [ ۱ ]    |
| ۱۱ دسامبر ۱۴۳۳  | ۲۲:۰۳:۴۴           | ۱۱۳        | حلقه‌ای | ۰٫۹۱۶۲ | ۰۹ دقیقه ۲۵ ثانیه | ۴۴°۳۶′جنوبی ۱۴۷°۱۸′غربی / ۴۴٫۶°جنوبی ۱۴۷٫۳°غربی | ۳۴۲ کیلومتر (۲۱۳ مایل) |                 | [ ۱ ]    |
| ۷ ژوئن ۱۴۳۴     | ۰۸:۰۵:۲۰           | ۱۱۸        | کامل   | ۱٫۰۷۳۵ | ۰۶ دقیقه ۴۵ ثانیه | ۱۸°۴۲′شمالی ۵۹°۱۸′شرقی / ۱۸٫۷°شمالی ۵۹٫۳°شرقی   | ۲۳۹ کیلومتر (۱۴۹ مایل) |                 | [ ۱ ]    |
| ۳۰ نوامبر ۱۴۳۴  | ۲۲:۱۷:۳۴           | ۱۲۳        | حلقه‌ای | ۰٫۹۴۱۶ | ۰۷ دقیقه ۵۴ ثانیه | ۳°۴۲′جنوبی ۱۵۵°۰۰′غربی / ۳٫۷°جنوبی ۱۵۵٫۰°غربی   | ۲۲۹ کیلومتر (۱۴۲ مایل) |                 | [ ۱ ]    |
| ۲۷ مه ۱۴۳۵      | ۲۲:۴۷:۵۴           | ۱۲۸        | کامل   | ۱٫۰۱۸۴ | ۰۱ دقیقه ۴۳ ثانیه | ۳۷°۴۸′جنوبی ۱۶۰°۱۲′غربی / ۳۷٫۸°جنوبی ۱۶۰٫۲°غربی | ۱۲۷ کیلومتر (۷۹ مایل)  |                 | [ ۱ ]    |
| ۲۰ نوامبر ۱۴۳۵  | ۰۵:۱۲:۰۲           | ۱۳۳        | حلقه‌ای | ۰٫۹۸۶۸ | —                 | ۶۸°۱۲′شمالی ۱۱۱°۴۸′شرقی / ۶۸٫۲°شمالی ۱۱۱٫۸°شرقی | —                      |                 | [ ۱ ]    |
| ۱۶ آوریل ۱۴۳۶   | ۱۶:۴۲:۱۱           | ۱۰۰        | جزئی   | ۰٫۷۳۸۵ | —                 | ۷۰°۴۸′شمالی ۱۵۷°۰۰′شرقی / ۷۰٫۸°شمالی ۱۵۷٫۰°شرقی | —                      |                 | [ ۱ ]    |
| ۱۰ اکتبر ۱۴۳۶   | ۰۸:۴۷:۲۸           | ۱۰۵        | جزئی   | ۰٫۹۵۹۴ | —                 | ۷۱°۱۸′جنوبی ۷۶°۰۰′غربی / ۷۱٫۳°جنوبی ۷۶٫۰°غربی   | —                      |                 | [ ۱ ]    |
| ۵ آوریل ۱۴۳۷    | ۱۶:۵۲:۰۶           | ۱۱۰        | حلقه‌ای | ۰٫۹۴۱۹ | ۰۶ دقیقه ۳۹ ثانیه | ۳۲°۰۶′شمالی ۷۹°۱۸′غربی / ۳۲٫۱°شمالی ۷۹٫۳°غربی   | ۲۳۳ کیلومتر (۱۴۵ مایل) |                 | [ ۱ ]    |
| ۳۰ سپتامبر ۱۴۳۷ | ۰۰:۲۶:۴۵           | ۱۱۵        | کامل   | ۱٫۰۳۴۳ | ۰۳ دقیقه ۰۵ ثانیه | ۲۵°۵۴′جنوبی ۱۶۴°۴۲′شرقی / ۲۵٫۹°جنوبی ۱۶۴٫۷°شرقی | ۱۲۳ کیلومتر (۷۶ مایل)  |                 | [ ۱ ]    |
| ۲۵ مارس ۱۴۳۸    | ۲۰:۱۴:۲۳           | ۱۲۰        | حلقه‌ای | ۰٫۹۷۹۰ | ۰۲ دقیقه ۲۱ ثانیه | ۱۴°۳۰′جنوبی ۱۱۵°۳۰′غربی / ۱۴٫۵°جنوبی ۱۱۵٫۵°غربی | ۸۰ کیلومتر (۵۰ مایل)   |                 | [ ۱ ]    |
| ۱۹ سپتامبر ۱۴۳۸ | ۱۱:۳۸:۰۸           | ۱۲۵        | حلقه‌ای | ۰٫۹۸۲۶ | ۰۱ دقیقه ۵۱ ثانیه | ۱۹°۴۸′شمالی ۱۱°۲۴′شرقی / ۱۹٫۸°شمالی ۱۱٫۴°شرقی   | ۶۶ کیلومتر (۴۱ مایل)   |                 | [ ۱ ]    |
| ۱۵ مارس ۱۴۳۹    | ۰۶:۴۳:۳۴           | ۱۳۰        | جزئی   | ۰٫۸۹۸۰ | —                 | ۷۲°۰۶′جنوبی ۱۶۸°۱۸′شرقی / ۷۲٫۱°جنوبی ۱۶۸٫۳°شرقی | —                      |                 | [ ۱ ]    |
| ۸ سپتامبر ۱۴۳۹  | ۱۵:۴۲:۲۰           | ۱۳۵        | جزئی   | ۰٫۶۹۴۷ | —                 | ۷۲°۰۶′شمالی ۴۱°۳۶′شرقی / ۷۲٫۱°شمالی ۴۱٫۶°شرقی   | —                      |                 | [ ۱ ]    |
| ۳ فوریه ۱۴۴۰    | ۱۲:۴۵:۴۸           | ۱۰۲        | کامل   | ۱٫۰۳۸۰ | ۰۲ دقیقه ۴۹ ثانیه | ۵۰°۵۴′شمالی ۲۶°۳۰′غربی / ۵۰٫۹°شمالی ۲۶٫۵°غربی   | ۳۲۴ کیلومتر (۲۰۱ مایل) |                 | [ ۱ ]    |
| ۲۹ ژوئیه ۱۴۴۰   | ۰۰:۴۵:۴۱           | ۱۰۷        | حلقه‌ای | ۰٫۹۵۰۵ | ۰۴ دقیقه ۰۲ ثانیه | ۶۶°۰۶′جنوبی ۱۴۲°۲۴′شرقی / ۶۶٫۱°جنوبی ۱۴۲٫۴°شرقی | —                      |                 | [ ۱ ]    |
| ۲۳ ژانویه ۱۴۴۱  | ۰۲:۵۲:۵۰           | ۱۱۲        | مرکب   | ۱٫۰۰۶۲ | ۰۰ دقیقه ۴۰ ثانیه | ۲°۵۴′جنوبی ۱۳۸°۵۴′شرقی / ۲٫۹°جنوبی ۱۳۸٫۹°شرقی   | ۲۲ کیلومتر (۱۴ مایل)   |                 | [ ۱ ]    |
| ۱۸ ژوئیه ۱۴۴۱   | ۰۷:۵۷:۱۶           | ۱۱۷        | کامل   | ۱٫۰۱۸۱ | ۰۱ دقیقه ۵۹ ثانیه | ۸°۳۶′شمالی ۶۱°۳۶′شرقی / ۸٫۶°شمالی ۶۱٫۶°شرقی     | ۶۳ کیلومتر (۳۹ مایل)   |                 | [ ۱ ]    |
| ۱۲ ژانویه ۱۴۴۲  | ۱۰:۵۱:۵۳           | ۱۲۲        | حلقه‌ای | ۰٫۹۴۸۱ | ۰۵ دقیقه ۰۶ ثانیه | ۴۸°۰۰′جنوبی ۲۶°۰۶′شرقی / ۴۸٫۰°جنوبی ۲۶٫۱°شرقی   | ۲۱۶ کیلومتر (۱۳۴ مایل) |                 | [ ۱ ]    |
| ۷ ژوئیه ۱۴۴۲    | ۲۱:۵۹:۴۰           | ۱۲۷        | کامل   | ۱٫۰۶۵۴ | ۰۴ دقیقه ۳۹ ثانیه | ۵۶°۱۲′شمالی ۱۴۳°۱۸′غربی / ۵۶٫۲°شمالی ۱۴۳٫۳°غربی | ۲۶۱ کیلومتر (۱۶۲ مایل) |                 | [ ۱ ]    |
| ۱ ژانویه ۱۴۴۳   | ۱۱:۴۷:۲۱           | ۱۳۲        | جزئی   | ۰٫۶۵۰۶ | —                 | ۶۷°۴۸′جنوبی ۱۷۹°۱۲′شرقی / ۶۷٫۸°جنوبی ۱۷۹٫۲°شرقی | —                      |                 | [ ۱ ]    |
| ۲۹ مه ۱۴۴۳      | ۰۸:۱۳:۰۹           | ۹۹         | جزئی   | ۰٫۵۸۹۷ | —                 | ۶۴°۳۶′جنوبی ۸۵°۱۸′شرقی / ۶۴٫۶°جنوبی ۸۵٫۳°شرقی   | —                      |                 | [ ۱ ]    |
| ۲۷ ژوئن ۱۴۴۳    | ۱۵:۱۱:۱۰           | ۱۳۷        | جزئی   | ۰٫۴۶۴۰ | —                 | ۶۷°۱۲′شمالی ۱۳۳°۱۲′شرقی / ۶۷٫۲°شمالی ۱۳۳٫۲°شرقی | —                      |                 | [ ۱ ]    |
| ۲۱ نوامبر ۱۴۴۳  | ۱۸:۰۸:۴۷           | ۱۰۴        | جزئی   | ۰٫۶۹۴۶ | —                 | ۶۳°۵۴′شمالی ۵۸°۱۲′غربی / ۶۳٫۹°شمالی ۵۸٫۲°غربی   | —                      |                 | [ ۱ ]    |
| ۱۷ مه ۱۴۴۴      | ۲۱:۲۴:۴۱           | ۱۰۹        | مرکب   | ۱٫۰۰۷۴ | ۰۰ دقیقه ۴۸ ثانیه | ۸°۰۶′جنوبی ۱۳۳°۰۰′غربی / ۸٫۱°جنوبی ۱۳۳٫۰°غربی   | ۲۹ کیلومتر (۱۸ مایل)   |                 | [ ۱ ]    |
| ۱۰ نوامبر ۱۴۴۴  | ۰۳:۱۲:۲۰           | ۱۱۴        | مرکب   | ۱٫۰۱۳۰ | ۰۱ دقیقه ۱۸ ثانیه | ۳°۳۰′شمالی ۱۳۷°۱۲′شرقی / ۳٫۵°شمالی ۱۳۷٫۲°شرقی   | ۴۹ کیلومتر (۳۰ مایل)   |                 | [ ۱ ]    |
| ۷ مه ۱۴۴۵       | ۰۳:۲۹:۳۸           | ۱۱۹        | حلقه‌ای | ۰٫۹۵۸۵ | ۰۴ دقیقه ۲۴ ثانیه | ۳۳°۴۸′شمالی ۱۲۱°۱۲′شرقی / ۳۳٫۸°شمالی ۱۲۱٫۲°شرقی | ۱۵۷ کیلومتر (۹۸ مایل)  |                 | [ ۱ ]    |
| ۳۰ اکتبر ۱۴۴۵   | ۱۷:۵۲:۱۲           | ۱۲۴        | کامل   | ۱٫۰۵۰۵ | ۰۴ دقیقه ۰۱ ثانیه | ۳۲°۰۰′جنوبی ۹۸°۱۲′غربی / ۳۲٫۰°جنوبی ۹۸٫۲°غربی   | ۱۷۴ کیلومتر (۱۰۸ مایل) |                 | [ ۱ ]    |
| ۲۶ آوریل ۱۴۴۶   | ۰۴:۰۹:۰۴           | ۱۲۹        | جزئی   | ۰٫۹۱۴۷ | —                 | ۶۲°۰۶′شمالی ۵°۱۲′غربی / ۶۲٫۱°شمالی ۵٫۲°غربی     | —                      |                 | [ ۱ ]    |
| ۲۰ اکتبر ۱۴۴۶   | ۰۹:۴۲:۴۵           | ۱۳۴        | کامل   | ۱٫۰۲۵۸ | ۰۱ دقیقه ۲۵ ثانیه | ۶۵°۴۸′جنوبی ۵۶°۴۸′غربی / ۶۵٫۸°جنوبی ۵۶٫۸°غربی   | ۳۸۶ کیلومتر (۲۴۰ مایل) |                 | [ ۱ ]    |
| ۱۶ مارس ۱۴۴۷    | ۱۷:۳۹:۰۱           | ۱۰۱        | جزئی   | ۰٫۸۷۱۵ | —                 | ۶۱°۰۰′جنوبی ۴°۴۲′شرقی / ۶۱٫۰°جنوبی ۴٫۷°شرقی     | —                      |                 | [ ۱ ]    |
| ۱۰ سپتامبر ۱۴۴۷ | ۰۸:۴۱:۴۰           | ۱۰۶        | جزئی   | ۰٫۸۷۸۵ | —                 | ۶۰°۴۸′شمالی ۱۴۲°۱۲′شرقی / ۶۰٫۸°شمالی ۱۴۲٫۲°شرقی | —                      |                 | [ ۱ ]    |
| ۵ مارس ۱۴۴۸     | ۰۵:۴۹:۵۷           | ۱۱۱        | کامل   | ۱٫۰۴۲۱ | ۰۳ دقیقه ۳۰ ثانیه | ۱۷°۴۲′جنوبی ۱۰۴°۴۲′شرقی / ۱۷٫۷°جنوبی ۱۰۴٫۷°شرقی | ۱۴۷ کیلومتر (۹۱ مایل)  |                 | [ ۱ ]    |
| ۲۹ اوت ۱۴۴۸     | ۱۱:۰۷:۰۵           | ۱۱۶        | حلقه‌ای | ۰٫۹۳۸۹ | ۰۶ دقیقه ۳۷ ثانیه | ۲۳°۲۴′شمالی ۲۳°۴۸′شرقی / ۲۳٫۴°شمالی ۲۳٫۸°شرقی   | ۲۳۹ کیلومتر (۱۴۹ مایل) |                 | [ ۱ ]    |
| ۲۲ فوریه ۱۴۴۹   | ۲۱:۵۰:۰۹           | ۱۲۱        | کامل   | ۱٫۰۵۶۱ | ۰۴ دقیقه ۳۶ ثانیه | ۱۴°۱۸′شمالی ۱۵۴°۳۶′غربی / ۱۴٫۳°شمالی ۱۵۴٫۶°غربی | ۲۰۰ کیلومتر (۱۲۰ مایل) |                 | [ ۱ ]    |
| ۱۸ اوت ۱۴۴۹     | ۱۱:۲۴:۰۵           | ۱۲۶        | حلقه‌ای | ۰٫۹۵۰۹ | ۰۵ دقیقه ۳۵ ثانیه | ۱۱°۰۶′جنوبی ۰°۳۰′غربی / ۱۱٫۱°جنوبی ۰٫۵°غربی     | ۱۹۴ کیلومتر (۱۲۱ مایل) |                 | [ ۱ ]    |
| ۱۲ فوریه ۱۴۵۰   | ۱۳:۰۱:۲۳           | ۱۳۱        | جزئی   | ۰٫۷۸۲۹ | —                 | ۶۱°۳۰′شمالی ۸۰°۳۰′غربی / ۶۱٫۵°شمالی ۸۰٫۵°غربی   | —                      |                 | [ ۱ ]    |
| ۹ ژوئیه ۱۴۵۰    | ۰۶:۵۱:۳۲           | ۹۸         | جزئی   | ۰٫۰۴۸۴ | —                 | ۶۳°۴۸′شمالی ۱۳۸°۳۰′غربی / ۶۳٫۸°شمالی ۱۳۸٫۵°غربی | —                      |                 | [ ۱ ]    |
| ۷ اوت ۱۴۵۰      | ۱۶:۴۸:۴۹           | ۱۳۶        | جزئی   | ۰٫۷۵۶۰ | —                 | ۶۱°۴۸′جنوبی ۱۳۲°۴۸′غربی / ۶۱٫۸°جنوبی ۱۳۲٫۸°غربی | —                      |                 | [ ۱ ]    |
| ۳ ژانویه ۱۴۵۱   | ۰۶:۲۵:۴۰           | ۱۰۳        | جزئی   | ۰٫۹۰۴۵ | —                 | ۶۳°۵۴′جنوبی ۱۲۸°۳۶′غربی / ۶۳٫۹°جنوبی ۱۲۸٫۶°غربی | —                      |                 | [ ۱ ]    |
| ۲۸ ژوئن ۱۴۵۱    | ۲۲:۱۵:۲۸           | ۱۰۸        | کامل   | ۱٫۰۷۱۱ | ۰۴ دقیقه ۲۳ ثانیه | ۶۷°۳۰′شمالی ۱۲۸°۴۸′غربی / ۶۷٫۵°شمالی ۱۲۸٫۸°غربی | ۳۳۹ کیلومتر (۲۱۱ مایل) |                 | [ ۱ ]    |
| ۲۳ دسامبر ۱۴۵۱  | ۰۶:۰۵:۲۰           | ۱۱۳        | حلقه‌ای | ۰٫۹۱۶۴ | ۰۹ دقیقه ۱۶ ثانیه | ۴۴°۱۸′جنوبی ۹۶°۰۰′شرقی / ۴۴٫۳°جنوبی ۹۶٫۰°شرقی   | ۳۴۲ کیلومتر (۲۱۳ مایل) |                 | [ ۱ ]    |
| ۱۷ ژوئن ۱۴۵۲    | ۱۵:۳۰:۴۲           | ۱۱۸        | کامل   | ۱٫۰۷۱۹ | ۰۶ دقیقه ۲۶ ثانیه | ۲۳°۰۰′شمالی ۵۱°۱۸′غربی / ۲۳٫۰°شمالی ۵۱٫۳°غربی   | ۲۳۴ کیلومتر (۱۴۵ مایل) |                 | [ ۱ ]    |
| ۱۱ دسامبر ۱۴۵۲  | ۰۶:۳۱:۵۳           | ۱۲۳        | حلقه‌ای | ۰٫۹۴۳۴ | ۰۷ دقیقه ۳۲ ثانیه | ۴°۴۸′جنوبی ۸۱°۰۶′شرقی / ۴٫۸°جنوبی ۸۱٫۱°شرقی     | ۲۲۱ کیلومتر (۱۳۷ مایل) |                 | [ ۱ ]    |
| ۷ ژوئن ۱۴۵۳     | ۰۵:۵۶:۴۴           | ۱۲۸        | کامل   | ۱٫۰۱۷۵ | ۰۱ دقیقه ۴۵ ثانیه | ۲۹°۲۴′جنوبی ۸۸°۴۲′شرقی / ۲۹٫۴°جنوبی ۸۸٫۷°شرقی   | ۹۹ کیلومتر (۶۲ مایل)   |                 | [ ۱ ]    |
| ۳۰ نوامبر ۱۴۵۳  | ۱۳:۴۶:۱۷           | ۱۳۳        | حلقه‌ای | ۰٫۹۸۴۲ | ۰۱ دقیقه ۱۴ ثانیه | ۶۰°۲۴′شمالی ۲۷°۴۲′غربی / ۶۰٫۴°شمالی ۲۷٫۷°غربی   | ۴۶۹ کیلومتر (۲۹۱ مایل) |                 | [ ۱ ]    |
| ۲۷ آوریل ۱۴۵۴   | ۲۳:۲۹:۰۹           | ۱۰۰        | جزئی   | ۰٫۶۱۶۹ | —                 | ۷۰°۰۰′شمالی ۴۲°۳۰′شرقی / ۷۰٫۰°شمالی ۴۲٫۵°شرقی   | —                      |                 | [ ۱ ]    |
| ۲۱ اکتبر ۱۴۵۴   | ۱۷:۱۷:۳۱           | ۱۰۵        | جزئی   | ۰٫۹۱۷۷ | —                 | ۷۰°۴۲′جنوبی ۱۴۳°۰۰′شرقی / ۷۰٫۷°جنوبی ۱۴۳٫۰°شرقی | —                      |                 | [ ۱ ]    |
| ۱۶ آوریل ۱۴۵۵   | ۲۳:۴۴:۰۱           | ۱۱۰        | حلقه‌ای | ۰٫۹۴۵۴ | ۰۵ دقیقه ۵۳ ثانیه | ۴۰°۰۰′شمالی ۱۷۶°۰۶′شرقی / ۴۰٫۰°شمالی ۱۷۶٫۱°شرقی | ۲۲۷ کیلومتر (۱۴۱ مایل) |                 | [ ۱ ]    |
| ۱۱ اکتبر ۱۴۵۵   | ۰۸:۴۰:۴۴           | ۱۱۵        | کامل   | ۱٫۰۲۸۶ | ۰۲ دقیقه ۳۱ ثانیه | ۳۱°۴۸′جنوبی ۴۰°۱۲′شرقی / ۳۱٫۸°جنوبی ۴۰٫۲°شرقی   | ۱۰۴ کیلومتر (۶۵ مایل)  |                 | [ ۱ ]    |
| ۵ آوریل ۱۴۵۶    | ۰۳:۳۷:۱۴           | ۱۲۰        | حلقه‌ای | ۰٫۹۸۵۳ | ۰۱ دقیقه ۴۰ ثانیه | ۷°۱۸′جنوبی ۱۳۱°۳۰′شرقی / ۷٫۳°جنوبی ۱۳۱٫۵°شرقی   | ۵۴ کیلومتر (۳۴ مایل)   |                 | [ ۱ ]    |
| ۲۹ سپتامبر ۱۴۵۶ | ۱۹:۲۲:۲۶           | ۱۲۵        | حلقه‌ای | ۰٫۹۷۶۸ | ۰۲ دقیقه ۳۶ ثانیه | ۱۳°۳۰′شمالی ۱۰۶°۴۲′غربی / ۱۳٫۵°شمالی ۱۰۶٫۷°غربی | ۸۸ کیلومتر (۵۵ مایل)   |                 | [ ۱ ]    |
| ۲۵ مارس ۱۴۵۷    | ۱۴:۳۸:۱۶           | ۱۳۰        | جزئی   | ۰٫۹۸۴۵ | —                 | ۷۱°۵۴′جنوبی ۳۵°۲۴′شرقی / ۷۱٫۹°جنوبی ۳۵٫۴°شرقی   | —                      |                 | [ ۱ ]    |
| ۱۸ سپتامبر ۱۴۵۷ | ۲۲:۵۴:۵۹           | ۱۳۵        | جزئی   | ۰٫۷۷۳۷ | —                 | ۷۲°۰۶′شمالی ۸۰°۴۸′غربی / ۷۲٫۱°شمالی ۸۰٫۸°غربی   | —                      |                 | [ ۱ ]    |
| ۱۳ فوریه ۱۴۵۸   | ۲۱:۱۹:۳۹           | ۱۰۲        | کامل   | ۱٫۰۳۸۵ | ۰۲ دقیقه ۴۱ ثانیه | ۵۶°۱۸′شمالی ۱۶۲°۳۶′غربی / ۵۶٫۳°شمالی ۱۶۲٫۶°غربی | ۳۷۵ کیلومتر (۲۳۳ مایل) |                 | [ ۱ ]    |
| ۹ اوت ۱۴۵۸      | ۰۷:۳۶:۱۰           | ۱۰۷        | جزئی   | ۰٫۸۵۹۰ | —                 | ۷۰°۴۸′جنوبی ۲۰°۳۶′شرقی / ۷۰٫۸°جنوبی ۲۰٫۶°شرقی   | —                      |                 | [ ۱ ]    |
| ۳ فوریه ۱۴۵۹    | ۱۱:۲۰:۴۱           | ۱۱۲        | مرکب   | ۱٫۰۰۵۴ | ۰۰ دقیقه ۳۴ ثانیه | ۱°۰۶′شمالی ۱۱°۰۶′شرقی / ۱٫۱°شمالی ۱۱٫۱°شرقی     | ۱۹ کیلومتر (۱۲ مایل)   |                 | [ ۱ ]    |
| ۲۹ ژوئیه ۱۴۵۹   | ۱۵:۱۰:۱۱           | ۱۱۷        | کامل   | ۱٫۰۱۹۶ | ۰۲ دقیقه ۰۷ ثانیه | ۱°۴۸′شمالی ۴۸°۱۲′غربی / ۱٫۸°شمالی ۴۸٫۲°غربی     | ۶۹ کیلومتر (۴۳ مایل)   |                 | [ ۱ ]    |
| ۲۳ ژانویه ۱۴۶۰  | ۱۹:۰۱:۵۲           | ۱۲۲        | حلقه‌ای | ۰٫۹۴۷۴ | ۰۵ دقیقه ۱۹ ثانیه | ۴۴°۱۲′جنوبی ۹۴°۰۰′غربی / ۴۴٫۲°جنوبی ۹۴٫۰°غربی   | ۲۱۸ کیلومتر (۱۳۵ مایل) |                 | [ ۱ ]    |
| ۱۸ ژوئیه ۱۴۶۰   | ۰۵:۲۷:۵۳           | ۱۲۷        | کامل   | ۱٫۰۶۶۹ | ۰۵ دقیقه ۰۰ ثانیه | ۴۸°۵۴′شمالی ۱۰۶°۲۴′شرقی / ۴۸٫۹°شمالی ۱۰۶٫۴°شرقی | ۲۵۲ کیلومتر (۱۵۷ مایل) |                 | [ ۱ ]    |
| ۱۱ ژانویه ۱۴۶۱  | ۱۹:۴۶:۲۱           | ۱۳۲        | جزئی   | ۰٫۶۶۵۱ | —                 | ۶۸°۵۴′جنوبی ۴۷°۵۴′شرقی / ۶۸٫۹°جنوبی ۴۷٫۹°شرقی   | —                      |                 | [ ۱ ]    |
| ۸ ژوئن ۱۴۶۱     | ۱۵:۳۶:۱۹           | ۹۹         | جزئی   | ۰٫۴۴۵۹ | —                 | ۶۵°۳۰′جنوبی ۳۵°۳۰′غربی / ۶۵٫۵°جنوبی ۳۵٫۵°غربی   | —                      |                 | [ ۱ ]    |
| ۷ ژوئیه ۱۴۶۱    | ۲۲:۳۹:۲۹           | ۱۳۷        | جزئی   | ۰٫۵۹۸۹ | —                 | ۶۸°۱۲′شمالی ۱۰°۰۰′شرقی / ۶۸٫۲°شمالی ۱۰٫۰°شرقی   | —                      |                 | [ ۱ ]    |
| ۲ دسامبر ۱۴۶۱   | ۰۲:۲۷:۴۵           | ۱۰۴        | جزئی   | ۰٫۶۸۸۲ | —                 | ۶۴°۵۴′شمالی ۱۶۷°۱۸′شرقی / ۶۴٫۹°شمالی ۱۶۷٫۳°شرقی | —                      |                 | [ ۱ ]    |
| ۲۹ مه ۱۴۶۲      | ۰۴:۲۸:۰۲           | ۱۰۹        | مرکب   | ۱٫۰۰۴۲ | ۰۰ دقیقه ۲۸ ثانیه | ۱۲°۲۴′جنوبی ۱۲۰°۲۴′شرقی / ۱۲٫۴°جنوبی ۱۲۰٫۴°شرقی | ۱۸ کیلومتر (۱۱ مایل)   |                 | [ ۱ ]    |
| ۲۱ نوامبر ۱۴۶۲  | ۱۱:۴۹:۲۴           | ۱۱۴        | مرکب   | ۱٫۰۱۳۹ | ۰۱ دقیقه ۲۶ ثانیه | ۲°۱۲′شمالی ۷°۱۲′شرقی / ۲٫۲°شمالی ۷٫۲°شرقی       | ۵۲ کیلومتر (۳۲ مایل)   |                 | [ ۱ ]    |
| ۱۸ مه ۱۴۶۳      | ۱۰:۰۸:۵۲           | ۱۱۹        | حلقه‌ای | ۰٫۹۵۸۴ | ۰۴ دقیقه ۳۸ ثانیه | ۳۱°۵۴′شمالی ۲۴°۱۲′شرقی / ۳۱٫۹°شمالی ۲۴٫۲°شرقی   | ۱۵۴ کیلومتر (۹۶ مایل)  |                 | [ ۱ ]    |
| ۱۱ نوامبر ۱۴۶۳  | ۰۲:۳۳:۴۶           | ۱۲۴        | کامل   | ۱٫۰۴۹۰ | ۰۳ دقیقه ۵۶ ثانیه | ۳۴°۳۰′جنوبی ۱۳۳°۰۰′شرقی / ۳۴٫۵°جنوبی ۱۳۳٫۰°شرقی | ۱۶۹ کیلومتر (۱۰۵ مایل) |                 | [ ۱ ]    |
| ۶ مه ۱۴۶۴       | ۱۰:۴۶:۵۸           | ۱۲۹        | حلقه‌ای | ۰٫۹۳۶۷ | ۰۴ دقیقه ۱۷ ثانیه | ۷۱°۱۲′شمالی ۷۲°۴۸′غربی / ۷۱٫۲°شمالی ۷۲٫۸°غربی   | ۷۷۱ کیلومتر (۴۷۹ مایل) |                 | [ ۱ ]    |
| ۳۰ اکتبر ۱۴۶۴   | ۱۸:۱۳:۱۳           | ۱۳۴        | کامل   | ۱٫۰۲۲۵ | ۰۱ دقیقه ۱۴ ثانیه | ۶۸°۵۴′جنوبی ۱۷۶°۰۰′شرقی / ۶۸٫۹°جنوبی ۱۷۶٫۰°شرقی | ۲۶۷ کیلومتر (۱۶۶ مایل) |                 | [ ۱ ]    |
| ۲۷ مارس ۱۴۶۵    | ۰۱:۱۷:۲۷           | ۱۰۱        | جزئی   | ۰٫۷۹۷۶ | —                 | ۶۱°۰۶′جنوبی ۱۱۸°۴۲′غربی / ۶۱٫۱°جنوبی ۱۱۸٫۷°غربی | —                      |                 | [ ۱ ]    |
| ۲۰ سپتامبر ۱۴۶۵ | ۱۶:۱۰:۴۳           | ۱۰۶        | جزئی   | ۰٫۷۹۳۱ | —                 | ۶۰°۵۴′شمالی ۲۱°۱۲′شرقی / ۶۰٫۹°شمالی ۲۱٫۲°شرقی   | —                      |                 | [ ۱ ]    |
| ۱۶ مارس ۱۴۶۶    | ۱۳:۵۷:۱۳           | ۱۱۱        | کامل   | ۱٫۰۴۷۱ | ۰۳ دقیقه ۵۶ ثانیه | ۱۵°۱۸′جنوبی ۱۷°۰۶′غربی / ۱۵٫۳°جنوبی ۱۷٫۱°غربی   | ۱۶۵ کیلومتر (۱۰۳ مایل) |                 | [ ۱ ]    |
| ۹ سپتامبر ۱۴۶۶  | ۱۸:۰۷:۵۴           | ۱۱۶        | حلقه‌ای | ۰٫۹۳۵۱ | ۰۷ دقیقه ۰۵ ثانیه | ۲۲°۱۲′شمالی ۸۰°۳۰′غربی / ۲۲٫۲°شمالی ۸۰٫۵°غربی   | ۲۶۰ کیلومتر (۱۶۰ مایل) |                 | [ ۱ ]    |
| ۶ مارس ۱۴۶۷     | ۰۶:۱۰:۴۲           | ۱۲۱        | کامل   | ۱٫۰۵۸۸ | ۰۴ دقیقه ۴۴ ثانیه | ۱۶°۴۲′شمالی ۷۹°۵۴′شرقی / ۱۶٫۷°شمالی ۷۹٫۹°شرقی   | ۲۰۷ کیلومتر (۱۲۹ مایل) |                 | [ ۱ ]    |
| ۲۹ اوت ۱۴۶۷     | ۱۸:۲۴:۲۹           | ۱۲۶        | حلقه‌ای | ۰٫۹۵۰۵ | ۰۵ دقیقه ۲۹ ثانیه | ۱۱°۱۸′جنوبی ۱۰۵°۱۲′غربی / ۱۱٫۳°جنوبی ۱۰۵٫۲°غربی | ۱۹۱ کیلومتر (۱۱۹ مایل) |                 | [ ۱ ]    |
| ۲۳ فوریه ۱۴۶۸   | ۲۱:۱۸:۵۵           | ۱۳۱        | جزئی   | ۰٫۸۲۲۸ | —                 | ۶۱°۱۲′شمالی ۱۴۶°۱۸′شرقی / ۶۱٫۲°شمالی ۱۴۶٫۳°شرقی | —                      |                 | [ ۱ ]    |
| ۱۸ اوت ۱۴۶۸     | ۰۰:۰۸:۰۸           | ۱۳۶        | جزئی   | ۰٫۸۷۵۳ | —                 | ۶۱°۱۸′جنوبی ۱۰۸°۲۴′شرقی / ۶۱٫۳°جنوبی ۱۰۸٫۴°شرقی | —                      |                 | [ ۱ ]    |
| ۱۳ ژانویه ۱۴۶۹  | ۱۴:۳۲:۴۴           | ۱۰۳        | جزئی   | ۰٫۸۸۵۱ | —                 | ۶۳°۰۰′جنوبی ۱۰۰°۱۸′شرقی / ۶۳٫۰°جنوبی ۱۰۰٫۳°شرقی | —                      |                 | [ ۱ ]    |
| ۹ ژوئیه ۱۴۶۹    | ۰۵:۴۴:۲۲           | ۱۰۸        | کامل   | ۱٫۰۶۹۷ | ۰۴ دقیقه ۰۶ ثانیه | ۶۹°۱۸′شمالی ۱۳۴°۴۲′شرقی / ۶۹٫۳°شمالی ۱۳۴٫۷°شرقی | ۳۸۰ کیلومتر (۲۴۰ مایل) |                 | [ ۱ ]    |
| ۲ ژانویه ۱۴۷۰   | ۱۴:۰۵:۵۶           | ۱۱۳        | حلقه‌ای | ۰٫۹۱۷۳ | ۰۹ دقیقه ۰۲ ثانیه | ۴۳°۰۶′جنوبی ۲۰°۴۲′غربی / ۴۳٫۱°جنوبی ۲۰٫۷°غربی   | ۳۳۹ کیلومتر (۲۱۱ مایل) |                 | [ ۱ ]    |
| ۲۸ ژوئن ۱۴۷۰    | ۲۲:۵۴:۵۶           | ۱۱۸        | کامل   | ۱٫۰۶۹۵ | ۰۶ دقیقه ۰۲ ثانیه | ۲۶°۲۴′شمالی ۱۶۱°۰۰′غربی / ۲۶٫۴°شمالی ۱۶۱٫۰°غربی | ۲۲۷ کیلومتر (۱۴۱ مایل) |                 | [ ۱ ]    |
| ۲۲ دسامبر ۱۴۷۰  | ۱۴:۴۹:۰۵           | ۱۲۳        | حلقه‌ای | ۰٫۹۴۵۸ | ۰۷ دقیقه ۰۲ ثانیه | ۴°۵۴′جنوبی ۴۳°۲۴′غربی / ۴٫۹°جنوبی ۴۳٫۴°غربی     | ۲۱۰ کیلومتر (۱۳۰ مایل) |                 | [ ۱ ]    |
| ۱۸ ژوئن ۱۴۷۱    | ۱۳:۰۰:۱۲           | ۱۲۸        | کامل   | ۱٫۰۱۵۷ | ۰۱ دقیقه ۳۸ ثانیه | ۲۲°۱۸′جنوبی ۱۹°۴۲′غربی / ۲۲٫۳°جنوبی ۱۹٫۷°غربی   | ۷۷ کیلومتر (۴۸ مایل)   |                 | [ ۱ ]    |
| ۱۱ دسامبر ۱۴۷۱  | ۲۲:۲۵:۲۰           | ۱۳۳        | حلقه‌ای | ۰٫۹۸۷۱ | ۰۱ دقیقه ۰۲ ثانیه | ۵۷°۰۶′شمالی ۱۶۵°۰۰′غربی / ۵۷٫۱°شمالی ۱۶۵٫۰°غربی | ۲۸۷ کیلومتر (۱۷۸ مایل) |                 | [ ۱ ]    |
| ۸ مه ۱۴۷۲       | ۰۶:۰۷:۵۸           | ۱۰۰        | جزئی   | ۰٫۴۸۴۸ | —                 | ۶۹°۰۶′شمالی ۶۹°۲۴′غربی / ۶۹٫۱°شمالی ۶۹٫۴°غربی   | —                      |                 | [ ۱ ]    |
| ۶ ژوئن ۱۴۷۲     | ۲۰:۲۰:۳۱           | ۱۳۸        | جزئی   | ۰٫۰۲۰۹ | —                 | ۶۶°۲۴′جنوبی ۱۳۲°۱۲′غربی / ۶۶٫۴°جنوبی ۱۳۲٫۲°غربی | —                      |                 | [ ۱ ]    |
| ۱ نوامبر ۱۴۷۲   | ۰۱:۵۴:۲۷           | ۱۰۵        | جزئی   | ۰٫۸۸۶۸ | —                 | ۶۹°۴۸′جنوبی ۰°۵۴′شرقی / ۶۹٫۸°جنوبی ۰٫۹°شرقی     | —                      |                 | [ ۱ ]    |
| ۲۷ آوریل ۱۴۷۳   | ۰۶:۳۰:۵۷           | ۱۱۰        | حلقه‌ای | ۰٫۹۴۸۶ | ۰۵ دقیقه ۱۰ ثانیه | ۴۸°۰۶′شمالی ۷۳°۱۸′شرقی / ۴۸٫۱°شمالی ۷۳٫۳°شرقی   | ۲۲۳ کیلومتر (۱۳۹ مایل) |                 | [ ۱ ]    |
| ۲۱ اکتبر ۱۴۷۳   | ۱۷:۰۱:۲۸           | ۱۱۵        | کامل   | ۱٫۰۲۳۰ | ۰۲ دقیقه ۰۰ ثانیه | ۳۷°۱۸′جنوبی ۸۵°۰۶′غربی / ۳۷٫۳°جنوبی ۸۵٫۱°غربی   | ۸۶ کیلومتر (۵۳ مایل)   |                 | [ ۱ ]    |
| ۱۶ آوریل ۱۴۷۴   | ۱۰:۵۵:۴۸           | ۱۲۰        | حلقه‌ای | ۰٫۹۹۱۶ | ۰۰ دقیقه ۵۸ ثانیه | ۰°۱۲′جنوبی ۱۹°۴۲′شرقی / ۰٫۲°جنوبی ۱۹٫۷°شرقی     | ۳۰ کیلومتر (۱۹ مایل)   |                 | [ ۱ ]    |
| ۱۱ اکتبر ۱۴۷۴   | ۰۳:۱۲:۱۷           | ۱۲۵        | حلقه‌ای | ۰٫۹۷۱۱ | ۰۳ دقیقه ۲۲ ثانیه | ۷°۴۸′شمالی ۱۳۴°۰۶′شرقی / ۷٫۸°شمالی ۱۳۴٫۱°شرقی   | ۱۰۹ کیلومتر (۶۸ مایل)  |                 | [ ۱ ]    |
| ۵ آوریل ۱۴۷۵    | ۲۲:۲۷:۴۲           | ۱۳۰        | کامل   | ۱٫۰۳۱۰ | ۰۲ دقیقه ۰۸ ثانیه | ۶۰°۳۰′جنوبی ۱۲۳°۳۶′غربی / ۶۰٫۵°جنوبی ۱۲۳٫۶°غربی | ۳۸۶ کیلومتر (۲۴۰ مایل) |                 | [ ۱ ]    |
| ۳۰ سپتامبر ۱۴۷۵ | ۰۶:۱۵:۱۴           | ۱۳۵        | جزئی   | ۰٫۸۴۱۱ | —                 | ۷۱°۵۴′شمالی ۱۵۴°۵۴′شرقی / ۷۱٫۹°شمالی ۱۵۴٫۹°شرقی | —                      |                 | [ ۱ ]    |
| ۲۵ فوریه ۱۴۷۶   | ۰۵:۴۵:۳۹           | ۱۰۲        | کامل   | ۱٫۰۳۸۶ | ۰۲ دقیقه ۲۹ ثانیه | ۶۳°۰۶′شمالی ۵۸°۴۲′شرقی / ۶۳٫۱°شمالی ۵۸٫۷°شرقی   | ۴۹۱ کیلومتر (۳۰۵ مایل) |                 | [ ۱ ]    |
| ۱۹ اوت ۱۴۷۶     | ۱۴:۳۶:۱۴           | ۱۰۷        | جزئی   | ۰٫۷۵۰۶ | —                 | ۷۱°۲۴′جنوبی ۹۷°۴۸′غربی / ۷۱٫۴°جنوبی ۹۷٫۸°غربی   | —                      |                 | [ ۱ ]    |
| ۱۳ فوریه ۱۴۷۷   | ۱۹:۴۰:۲۳           | ۱۱۲        | مرکب   | ۱٫۰۰۴۸ | ۰۰ دقیقه ۳۰ ثانیه | ۶°۰۰′شمالی ۱۱۵°۰۰′غربی / ۶٫۰°شمالی ۱۱۵٫۰°غربی   | ۱۷ کیلومتر (۱۱ مایل)   |                 | [ ۱ ]    |
| ۸ اوت ۱۴۷۷      | ۲۲:۳۰:۵۷           | ۱۱۷        | کامل   | ۱٫۰۲۰۶ | ۰۲ دقیقه ۱۰ ثانیه | ۵°۱۲′جنوبی ۱۶۰°۳۰′غربی / ۵٫۲°جنوبی ۱۶۰٫۵°غربی   | ۷۴ کیلومتر (۴۶ مایل)   |                 | [ ۱ ]    |
| ۳ فوریه ۱۴۷۸    | ۰۳:۰۴:۱۰           | ۱۲۲        | حلقه‌ای | ۰٫۹۴۷۲ | ۰۵ دقیقه ۳۱ ثانیه | ۳۹°۳۰′جنوبی ۱۴۶°۲۴′شرقی / ۳۹٫۵°جنوبی ۱۴۶٫۴°شرقی | ۲۱۷ کیلومتر (۱۳۵ مایل) |                 | [ ۱ ]    |
| ۲۹ ژوئیه ۱۴۷۸   | ۱۳:۰۱:۱۷           | ۱۲۷        | کامل   | ۱٫۰۶۷۶ | ۰۵ دقیقه ۱۸ ثانیه | ۴۱°۲۴′شمالی ۶°۴۸′غربی / ۴۱٫۴°شمالی ۶٫۸°غربی     | ۲۴۴ کیلومتر (۱۵۲ مایل) |                 | [ ۱ ]    |
| ۲۳ ژانویه ۱۴۷۹  | ۰۳:۳۹:۴۵           | ۱۳۲        | جزئی   | ۰٫۶۸۷۵ | —                 | ۶۹°۵۴′جنوبی ۸۲°۳۶′غربی / ۶۹٫۹°جنوبی ۸۲٫۶°غربی   | —                      |                 | [ ۱ ]    |
| ۱۹ ژوئن ۱۴۷۹    | ۲۲:۵۶:۰۷           | ۹۹         | جزئی   | ۰٫۲۹۹۱ | —                 | ۶۶°۳۰′جنوبی ۱۵۵°۵۴′غربی / ۶۶٫۵°جنوبی ۱۵۵٫۹°غربی | —                      |                 | [ ۱ ]    |
| ۱۹ ژوئیه ۱۴۷۹   | ۰۶:۰۹:۱۶           | ۱۳۷        | جزئی   | ۰٫۷۳۰۲ | —                 | ۶۹°۰۶′شمالی ۱۱۴°۰۶′غربی / ۶۹٫۱°شمالی ۱۱۴٫۱°غربی | —                      |                 | [ ۱ ]    |
| ۱۳ دسامبر ۱۴۷۹  | ۱۰:۵۰:۱۴           | ۱۰۴        | جزئی   | ۰٫۶۸۵۸ | —                 | ۶۵°۵۴′شمالی ۳۱°۳۰′شرقی / ۶۵٫۹°شمالی ۳۱٫۵°شرقی   | —                      |                 | [ ۱ ]    |
| ۸ ژوئن ۱۴۸۰     | ۱۱:۲۶:۰۸           | ۱۰۹        | مرکب   | ۱٫۰۰۰۲ | ۰۰ دقیقه ۰۲ ثانیه | ۱۸°۰۰′جنوبی ۱۴°۲۴′شرقی / ۱۸٫۰°جنوبی ۱۴٫۴°شرقی   | ۱ کیلومتر (۰٫۶۲ مایل)  |                 | [ ۱ ]    |
| ۱ دسامبر ۱۴۸۰   | ۲۰:۳۰:۳۸           | ۱۱۴        | مرکب   | ۱٫۰۱۵۵ | ۰۱ دقیقه ۳۷ ثانیه | ۱°۳۰′شمالی ۱۲۳°۵۴′غربی / ۱٫۵°شمالی ۱۲۳٫۹°غربی   | ۵۸ کیلومتر (۳۶ مایل)   |                 | [ ۱ ]    |
| ۲۸ مه ۱۴۸۱      | ۱۶:۴۲:۵۹           | ۱۱۹        | حلقه‌ای | ۰٫۹۵۷۷ | ۰۴ دقیقه ۵۷ ثانیه | ۲۸°۴۸′شمالی ۷۱°۵۴′غربی / ۲۸٫۸°شمالی ۷۱٫۹°غربی   | ۱۵۵ کیلومتر (۹۶ مایل)  |                 | [ ۱ ]    |
| ۲۱ نوامبر ۱۴۸۱  | ۱۱:۲۱:۱۳           | ۱۲۴        | کامل   | ۱٫۰۴۷۹ | ۰۳ دقیقه ۵۳ ثانیه | ۳۶°۳۶′جنوبی ۳°۱۸′شرقی / ۳۶٫۶°جنوبی ۳٫۳°شرقی     | ۱۶۵ کیلومتر (۱۰۳ مایل) |                 | [ ۱ ]    |
| ۱۷ مه ۱۴۸۲      | ۱۷:۱۹:۰۰           | ۱۲۹        | حلقه‌ای | ۰٫۹۴۲۰ | ۰۴ دقیقه ۱۴ ثانیه | ۷۳°۲۴′شمالی ۱۳۷°۰۰′غربی / ۷۳٫۴°شمالی ۱۳۷٫۰°غربی | ۴۳۴ کیلومتر (۲۷۰ مایل) |                 | [ ۱ ]    |
| ۱۱ نوامبر ۱۴۸۲  | ۰۲:۴۹:۴۹           | ۱۳۴        | کامل   | ۱٫۰۱۸۹ | ۰۱ دقیقه ۰۳ ثانیه | ۷۲°۳۰′جنوبی ۴۴°۰۰′شرقی / ۷۲٫۵°جنوبی ۴۴٫۰°شرقی   | ۲۰۳ کیلومتر (۱۲۶ مایل) |                 | [ ۱ ]    |
| ۷ آوریل ۱۴۸۳    | ۰۸:۴۹:۰۸           | ۱۰۱        | جزئی   | ۰٫۷۱۱۷ | —                 | ۶۱°۳۰′جنوبی ۱۱۹°۳۰′شرقی / ۶۱٫۵°جنوبی ۱۱۹٫۵°شرقی | —                      |                 | [ ۱ ]    |
| ۱ اکتبر ۱۴۸۳    | ۲۳:۴۷:۱۵           | ۱۰۶        | جزئی   | ۰٫۷۲۰۲ | —                 | ۶۱°۰۶′شمالی ۱۰۱°۴۲′غربی / ۶۱٫۱°شمالی ۱۰۱٫۷°غربی | —                      |                 | [ ۱ ]    |
| ۲۶ مارس ۱۴۸۴    | ۲۱:۵۶:۴۷           | ۱۱۱        | کامل   | ۱٫۰۵۲۱ | ۰۴ دقیقه ۲۲ ثانیه | ۱۳°۳۰′جنوبی ۱۳۷°۰۰′غربی / ۱۳٫۵°جنوبی ۱۳۷٫۰°غربی | ۱۸۵ کیلومتر (۱۱۵ مایل) |                 | [ ۱ ]    |
| ۲۰ سپتامبر ۱۴۸۴ | ۰۱:۱۷:۵۵           | ۱۱۶        | حلقه‌ای | ۰٫۹۳۱۳ | ۰۷ دقیقه ۳۹ ثانیه | ۲۰°۴۸′شمالی ۱۷۲°۲۴′شرقی / ۲۰٫۸°شمالی ۱۷۲٫۴°شرقی | ۲۸۳ کیلومتر (۱۷۶ مایل) |                 | [ ۱ ]    |
| ۱۶ مارس ۱۴۸۵    | ۱۴:۲۴:۲۲           | ۱۲۱        | کامل   | ۱٫۰۶۱۵ | ۰۴ دقیقه ۵۳ ثانیه | ۱۹°۰۶′شمالی ۴۳°۳۶′غربی / ۱۹٫۱°شمالی ۴۳٫۶°غربی   | ۲۱۳ کیلومتر (۱۳۲ مایل) |                 | [ ۱ ]    |
| ۹ سپتامبر ۱۴۸۵  | ۰۱:۳۳:۰۶           | ۱۲۶        | حلقه‌ای | ۰٫۹۵۰۰ | ۰۵ دقیقه ۲۶ ثانیه | ۱۲°۲۴′جنوبی ۱۴۸°۰۰′شرقی / ۱۲٫۴°جنوبی ۱۴۸٫۰°شرقی | ۱۹۰ کیلومتر (۱۲۰ مایل) |                 | [ ۱ ]    |
| ۶ مارس ۱۴۸۶     | ۰۵:۳۰:۰۰           | ۱۳۱        | جزئی   | ۰٫۸۷۱۴ | —                 | ۶۱°۰۰′شمالی ۱۴°۴۲′شرقی / ۶۱٫۰°شمالی ۱۴٫۷°شرقی   | —                      |                 | [ ۱ ]    |
| ۲۹ اوت ۱۴۸۶     | ۰۷:۳۴:۵۶           | ۱۳۶        | جزئی   | ۰٫۹۸۵۶ | —                 | ۶۱°۰۰′جنوبی ۱۲°۰۶′غربی / ۶۱٫۰°جنوبی ۱۲٫۱°غربی   | —                      |                 | [ ۱ ]    |
| ۲۴ ژانویه ۱۴۸۷  | ۲۲:۳۵:۰۳           | ۱۰۳        | جزئی   | ۰٫۸۶۰۴ | —                 | ۶۲°۱۸′جنوبی ۲۹°۳۰′غربی / ۶۲٫۳°جنوبی ۲۹٫۵°غربی   | —                      |                 | [ ۱ ]    |
| ۲۰ ژوئیه ۱۴۸۷   | ۱۳:۱۵:۳۶           | ۱۰۸        | کامل   | ۱٫۰۶۷۳ | ۰۳ دقیقه ۴۷ ثانیه | ۶۹°۱۸′شمالی ۳۹°۳۶′شرقی / ۶۹٫۳°شمالی ۳۹٫۶°شرقی   | ۴۴۶ کیلومتر (۲۷۷ مایل) |                 | [ ۱ ]    |
| ۱۳ ژانویه ۱۴۸۸  | ۲۲:۰۳:۴۵           | ۱۱۳        | حلقه‌ای | ۰٫۹۱۸۸ | ۰۸ دقیقه ۴۵ ثانیه | ۴۱°۰۰′جنوبی ۱۳۷°۲۴′غربی / ۴۱٫۰°جنوبی ۱۳۷٫۴°غربی | ۳۳۳ کیلومتر (۲۰۷ مایل) |                 | [ ۱ ]    |
| ۹ ژوئیه ۱۴۸۸    | ۰۶:۲۰:۵۱           | ۱۱۸        | کامل   | ۱٫۰۶۶۳ | ۰۵ دقیقه ۳۶ ثانیه | ۲۸°۵۴′شمالی ۸۹°۳۰′شرقی / ۲۸٫۹°شمالی ۸۹٫۵°شرقی   | ۲۱۹ کیلومتر (۱۳۶ مایل) |                 | [ ۱ ]    |
| ۱ ژانویه ۱۴۸۹   | ۲۳:۰۴:۲۷           | ۱۲۳        | حلقه‌ای | ۰٫۹۴۸۹ | ۰۶ دقیقه ۲۴ ثانیه | ۴°۱۸′جنوبی ۱۶۷°۳۰′غربی / ۴٫۳°جنوبی ۱۶۷٫۵°غربی   | ۱۹۷ کیلومتر (۱۲۲ مایل) |                 | [ ۱ ]    |
| ۲۸ ژوئن ۱۴۸۹    | ۲۰:۰۴:۲۴           | ۱۲۸        | مرکب   | ۱٫۰۱۳۰ | ۰۱ دقیقه ۲۳ ثانیه | ۱۶°۴۸′جنوبی ۱۲۷°۳۰′غربی / ۱۶٫۸°جنوبی ۱۲۷٫۵°غربی | ۵۸ کیلومتر (۳۶ مایل)   |                 | [ ۱ ]    |
| ۲۲ دسامبر ۱۴۸۹  | ۰۷:۰۴:۵۷           | ۱۳۳        | حلقه‌ای | ۰٫۹۹۰۴ | ۰۰ دقیقه ۴۷ ثانیه | ۵۴°۳۶′شمالی ۵۸°۴۸′شرقی / ۵۴٫۶°شمالی ۵۸٫۸°شرقی   | ۱۷۵ کیلومتر (۱۰۹ مایل) |                 | [ ۱ ]    |
| ۱۹ مه ۱۴۹۰      | ۱۲:۴۱:۰۵           | ۱۰۰        | جزئی   | ۰٫۳۴۶۲ | —                 | ۶۸°۰۶′شمالی ۱۷۹°۱۲′غربی / ۶۸٫۱°شمالی ۱۷۹٫۲°غربی | —                      |                 | [ ۱ ]    |
| ۱۸ ژوئن ۱۴۹۰    | ۰۲:۵۵:۳۰           | ۱۳۸        | جزئی   | ۰٫۱۵۹۲ | —                 | ۶۵°۲۴′جنوبی ۱۱۸°۴۲′شرقی / ۶۵٫۴°جنوبی ۱۱۸٫۷°شرقی | —                      |                 | [ ۱ ]    |
| ۱۲ نوامبر ۱۴۹۰  | ۱۰:۳۶:۴۵           | ۱۰۵        | جزئی   | ۰٫۸۶۳۹ | —                 | ۶۸°۴۸′جنوبی ۱۴۱°۵۴′غربی / ۶۸٫۸°جنوبی ۱۴۱٫۹°غربی | —                      |                 | [ ۱ ]    |
| ۸ مه ۱۴۹۱       | ۱۳:۱۱:۳۳           | ۱۱۰        | حلقه‌ای | ۰٫۹۵۱۴ | ۰۴ دقیقه ۳۰ ثانیه | ۵۶°۳۰′شمالی ۲۶°۵۴′غربی / ۵۶٫۵°شمالی ۲۶٫۹°غربی   | ۲۲۵ کیلومتر (۱۴۰ مایل) |                 | [ ۱ ]    |
| ۲ نوامبر ۱۴۹۱   | ۰۱:۲۸:۴۷           | ۱۱۵        | کامل   | ۱٫۰۱۷۹ | ۰۱ دقیقه ۳۲ ثانیه | ۴۲°۰۰′جنوبی ۱۴۸°۵۴′شرقی / ۴۲٫۰°جنوبی ۱۴۸٫۹°شرقی | ۶۸ کیلومتر (۴۲ مایل)   |                 | [ ۱ ]    |
| ۲۶ آوریل ۱۴۹۲   | ۱۸:۰۷:۱۰           | ۱۲۰        | حلقه‌ای | ۰٫۹۹۷۶ | ۰۰ دقیقه ۱۶ ثانیه | ۶°۴۸′شمالی ۹۰°۰۰′غربی / ۶٫۸°شمالی ۹۰٫۰°غربی     | ۸ کیلومتر (۵٫۰ مایل)   |                 | [ ۱ ]    |
| ۲۱ اکتبر ۱۴۹۲   | ۱۱:۱۰:۳۶           | ۱۲۵        | حلقه‌ای | ۰٫۹۶۵۷ | ۰۴ دقیقه ۰۸ ثانیه | ۲°۴۸′شمالی ۱۳°۰۶′شرقی / ۲٫۸°شمالی ۱۳٫۱°شرقی     | ۱۲۹ کیلومتر (۸۰ مایل)  |                 | [ ۱ ]    |
| ۱۶ آوریل ۱۴۹۳   | ۰۶:۱۰:۲۰           | ۱۳۰        | کامل   | ۱٫۰۳۹۱ | ۰۳ دقیقه ۰۰ ثانیه | ۴۹°۳۰′جنوبی ۱۰۷°۱۸′شرقی / ۴۹٫۵°جنوبی ۱۰۷٫۳°شرقی | ۳۰۸ کیلومتر (۱۹۱ مایل) |                 | [ ۱ ]    |
| ۱۰ اکتبر ۱۴۹۳   | ۱۳:۴۳:۳۵           | ۱۳۵        | جزئی   | ۰٫۸۹۶۹ | —                 | ۷۱°۲۴′شمالی ۲۸°۴۸′شرقی / ۷۱٫۴°شمالی ۲۸٫۸°شرقی   | —                      |                 | [ ۱ ]    |
| ۷ مارس ۱۴۹۴     | ۱۴:۰۴:۲۰           | ۱۰۲        | کامل   | ۱٫۰۳۶۸ | ۰۲ دقیقه ۰۶ ثانیه | ۷۱°۱۸′شمالی ۹۹°۱۲′غربی / ۷۱٫۳°شمالی ۹۹٫۲°غربی   | —                      |                 | [ ۱ ]    |
| ۳۰ اوت ۱۴۹۴     | ۲۱:۴۴:۳۵           | ۱۰۷        | جزئی   | ۰٫۶۵۲۹ | —                 | ۷۱°۴۸′جنوبی ۱۴۱°۱۸′شرقی / ۷۱٫۸°جنوبی ۱۴۱٫۳°شرقی | —                      |                 | [ ۱ ]    |
| ۲۵ فوریه ۱۴۹۵   | ۰۳:۵۲:۰۳           | ۱۱۲        | مرکب   | ۱٫۰۰۴۴ | ۰۰ دقیقه ۲۷ ثانیه | ۱۱°۳۰′شمالی ۱۲۰°۳۰′شرقی / ۱۱٫۵°شمالی ۱۲۰٫۵°شرقی | ۱۶ کیلومتر (۹٫۹ مایل)  |                 | [ ۱ ]    |
| ۲۰ اوت ۱۴۹۵     | ۰۵:۵۸:۲۸           | ۱۱۷        | کامل   | ۱٫۰۲۱۰ | ۰۲ دقیقه ۰۸ ثانیه | ۱۲°۲۴′جنوبی ۸۵°۰۶′شرقی / ۱۲٫۴°جنوبی ۸۵٫۱°شرقی   | ۷۷ کیلومتر (۴۸ مایل)   |                 | [ ۱ ]    |
| ۱۴ فوریه ۱۴۹۶   | ۱۰:۵۹:۳۱           | ۱۲۲        | حلقه‌ای | ۰٫۹۴۷۴ | ۰۵ دقیقه ۴۱ ثانیه | ۳۴°۱۲′جنوبی ۲۷°۳۰′شرقی / ۳۴٫۲°جنوبی ۲۷٫۵°شرقی   | ۲۱۳ کیلومتر (۱۳۲ مایل) |                 | [ ۱ ]    |
| ۸ اوت ۱۴۹۶      | ۲۰:۴۰:۱۴           | ۱۲۷        | کامل   | ۱٫۰۶۷۵ | ۰۵ دقیقه ۳۰ ثانیه | ۳۳°۵۴′شمالی ۱۲۲°۲۴′غربی / ۳۳٫۹°شمالی ۱۲۲٫۴°غربی | ۲۳۶ کیلومتر (۱۴۷ مایل) |                 | [ ۱ ]    |
| ۲ فوریه ۱۴۹۷    | ۱۱:۲۷:۵۰           | ۱۳۲        | جزئی   | ۰٫۷۱۷۶ | —                 | ۷۰°۴۲′جنوبی ۱۴۷°۳۰′شرقی / ۷۰٫۷°جنوبی ۱۴۷٫۵°شرقی | —                      |                 | [ ۱ ]    |
| ۳۰ ژوئن ۱۴۹۷    | ۰۶:۱۶:۳۷           | ۹۹         | جزئی   | ۰٫۱۵۵۶ | —                 | ۶۷°۳۰′جنوبی ۸۳°۰۶′شرقی / ۶۷٫۵°جنوبی ۸۳٫۱°شرقی   | —                      |                 | [ ۱ ]    |
| ۲۹ ژوئیه ۱۴۹۷   | ۱۳:۴۳:۱۳           | ۱۳۷        | جزئی   | ۰٫۸۵۳۹ | —                 | ۷۰°۰۰′شمالی ۱۲۰°۱۲′شرقی / ۷۰٫۰°شمالی ۱۲۰٫۲°شرقی | —                      |                 | [ ۱ ]    |
| ۲۳ دسامبر ۱۴۹۷  | ۱۹:۱۴:۵۸           | ۱۰۴        | جزئی   | ۰٫۶۸۵۶ | —                 | ۶۷°۰۰′شمالی ۱۰۵°۱۲′غربی / ۶۷٫۰°شمالی ۱۰۵٫۲°غربی | —                      |                 | [ ۱ ]    |
| ۱۹ ژوئن ۱۴۹۸    | ۱۸:۲۱:۳۸           | ۱۰۹        | حلقه‌ای | ۰٫۹۹۵۶ | ۰۰ دقیقه ۲۹ ثانیه | ۲۵°۰۶′جنوبی ۹۱°۴۸′غربی / ۲۵٫۱°جنوبی ۹۱٫۸°غربی   | ۲۳ کیلومتر (۱۴ مایل)   |                 | [ ۱ ]    |
| ۱۳ دسامبر ۱۴۹۸  | ۰۵:۱۵:۰۸           | ۱۱۴        | کامل   | ۱٫۰۱۷۴ | ۰۱ دقیقه ۵۰ ثانیه | ۱°۳۰′شمالی ۱۰۴°۱۸′شرقی / ۱٫۵°شمالی ۱۰۴٫۳°شرقی   | ۶۶ کیلومتر (۴۱ مایل)   |                 | [ ۱ ]    |
| ۸ ژوئن ۱۴۹۹     | ۲۳:۱۳:۳۹           | ۱۱۹        | حلقه‌ای | ۰٫۹۵۶۷ | ۰۵ دقیقه ۲۲ ثانیه | ۲۴°۴۲′شمالی ۱۶۷°۴۸′غربی / ۲۴٫۷°شمالی ۱۶۷٫۸°غربی | ۱۵۸ کیلومتر (۹۸ مایل)  |                 | [ ۱ ]    |
| ۲ دسامبر ۱۴۹۹   | ۲۰:۱۱:۳۲           | ۱۲۴        | کامل   | ۱٫۰۴۷۱ | ۰۳ دقیقه ۵۱ ثانیه | ۳۷°۵۴′جنوبی ۱۲۶°۴۲′غربی / ۳۷٫۹°جنوبی ۱۲۶٫۷°غربی | ۱۶۲ کیلومتر (۱۰۱ مایل) |                 | [ ۱ ]    |
| ۲۷ مه ۱۵۰۰      | ۲۳:۴۸:۳۱           | ۱۲۹        | حلقه‌ای | ۰٫۹۴۶۱ | ۰۴ دقیقه ۱۳ ثانیه | ۷۱°۳۰′شمالی ۱۵۲°۲۴′شرقی / ۷۱٫۵°شمالی ۱۵۲٫۴°شرقی | ۳۲۰ کیلومتر (۲۰۰ مایل) |                 | [ ۱ ]    |
| ۲۱ نوامبر ۱۵۰۰  | ۱۱:۳۰:۳۱           | ۱۳۴        | کامل   | ۱٫۰۱۵۶ | ۰۰ دقیقه ۵۲ ثانیه | ۷۶°۲۴′جنوبی ۹۱°۲۴′غربی / ۷۶٫۴°جنوبی ۹۱٫۴°غربی   | ۱۵۹ کیلومتر (۹۹ مایل)  |                 | [ ۱ ]    |